# Brotte-lès-Ray
Brotte-lès-Ray é uma comuna francesa na região administrativa de Borgonha-Franco-Condado, no departamento de Alto Sona. Estende-se por uma área de 5,06 km². Em 2010 a comuna tinha 77 habitantes (densidade: 15,2 hab./km²).